# بلفانتین نیبورز (میزوری)
بلفانتین نیبورز (به انگلیسی: Bellefontaine Neighbors) شهری در شهرستان سنت لوئیس ایالت میزوری است که جمعیت آن در سرشماری سال ۲۰۱۰ میلادی ۱۰٫۸۶ نفر بوده است.